# Russ Freeman (pianiste)
Pour les articles homonymes, voir Russ Freeman.
Russ Freeman, de son vrai nom Russell Donald Freeman (28 mai 1926 à Chicago – 27 juin 2002 à Las Vegas) était un pianiste et compositeur américain de bebop et de jazz West Coast.

## Biographie
Russell Freeman avait d'abord étudié la musique classique puis s'était tourné vers le jazz et essentiellement le bebop. Sa réputation de pianiste de jazz s'accrut dans les années 1950 quand il travailla avec Art Pepper (Timeless (1952), The Return Of Art Pepper (1956), The Art Pepper Quartet (1956), Modern Art (1956-1957), The Artistry Of Pepper (1957), Art Pepper+Eleven : Modern Jazz Classics (1959)), Shorty Rogers et Chet Baker. Parmi ses œuvres les plus appréciées on trouve sa longue collaboration avec Shelly Manne, spécialement dans les années 1950 et 1960.

## Œuvre
En 1991, Mariah Carey écrivit ses propres paroles sur le morceau de Russ Freeman The Wind, pour son album Emotions. Freeman avait composé The Wind avec des paroles originales de Jerry Gladstone. Ce morceau avait été joué comme instrumental dans les années 1950 et 1960 par des musiciens comme Chet Baker, Leo Wright et Stan Getz, et chanté par June Christy (sur The Misty Miss Christy). Le piano de Freeman s'entend notamment sur l'enregistrement de 1954 de The Wind, devenu depuis un standard du jazz, pour l'album Chet Baker with Strings et sur l'album de Shelly Manne de 1956, More Swinging Sounds. Freeman a continué à faire de la musique tout au long de sa vie, évoluant peu à peu de pianiste de jazz à compositeur de musique de film.

## Discographie partielle

### Comme sideman
- 1954 : Cher Baker : Chet Baker Sings, Pacific Jazz Records
- 1956 : Shelly Manne and His men : The West Coast Sound, Contemporary Records C-3507
- 1956 : Shelly Manne and His men : More Swinging Sounds, Contemporary Records S-7519
- 1956 :  Bill Perkins : On Stage, Pacific Jazz Records PJ-1221
- 1957 : Art Pepper : The Artistry of Pepper, Pacific Jazz Records